# Едуард Нортън Лоренц
Вижте пояснителната страница за други личности с името Лоренц.
Едуард Нортън Лоренц (на английски: Edward Norton Lorenz; 23 май 1917 – 16 април 2008) е американски математик и метеоролог, и пионер на Теорията на хаоса. Той открива идеята за странния атрактор и изковава термина ефект на пеперудата.

## Публикации
Лоренц публикува няколко книги и статии. Избрано от тях е:
- 1955 Available potential energy and the maintenance of the general circulation. Tellus. Vol.7
- 1963 Deterministic nonperiodic flow. Journal of Atmospheric Sciences. Vol.20: 130 – 141 линк Архив на оригинала от 2011-07-22 в Wayback Machine..[2]
- 1967 The nature and theory of the general circulation of atmosphere. World Meteorological Organization. No.218
- 1969 Three approaches to atmospheric predictability. American Meteorological Society. Vol.50
- 1972 Predictability: Does the Flap of a Butterfly's Wings in Brazil Set Off a Tornado in Texas?
- 1976 Nondeterministic theories of climate change. Quaternary Research. Vol.6
- 1990 Can chaos and intransitivity lead to interannual variability? Tellus. Vol.42A
- 2005 Designing Chaotic Models. Journal of the Atmospheric Sciences: Vol. 62, No. 5, pp. 1574 – 1587.